# 水晶宮賊市場

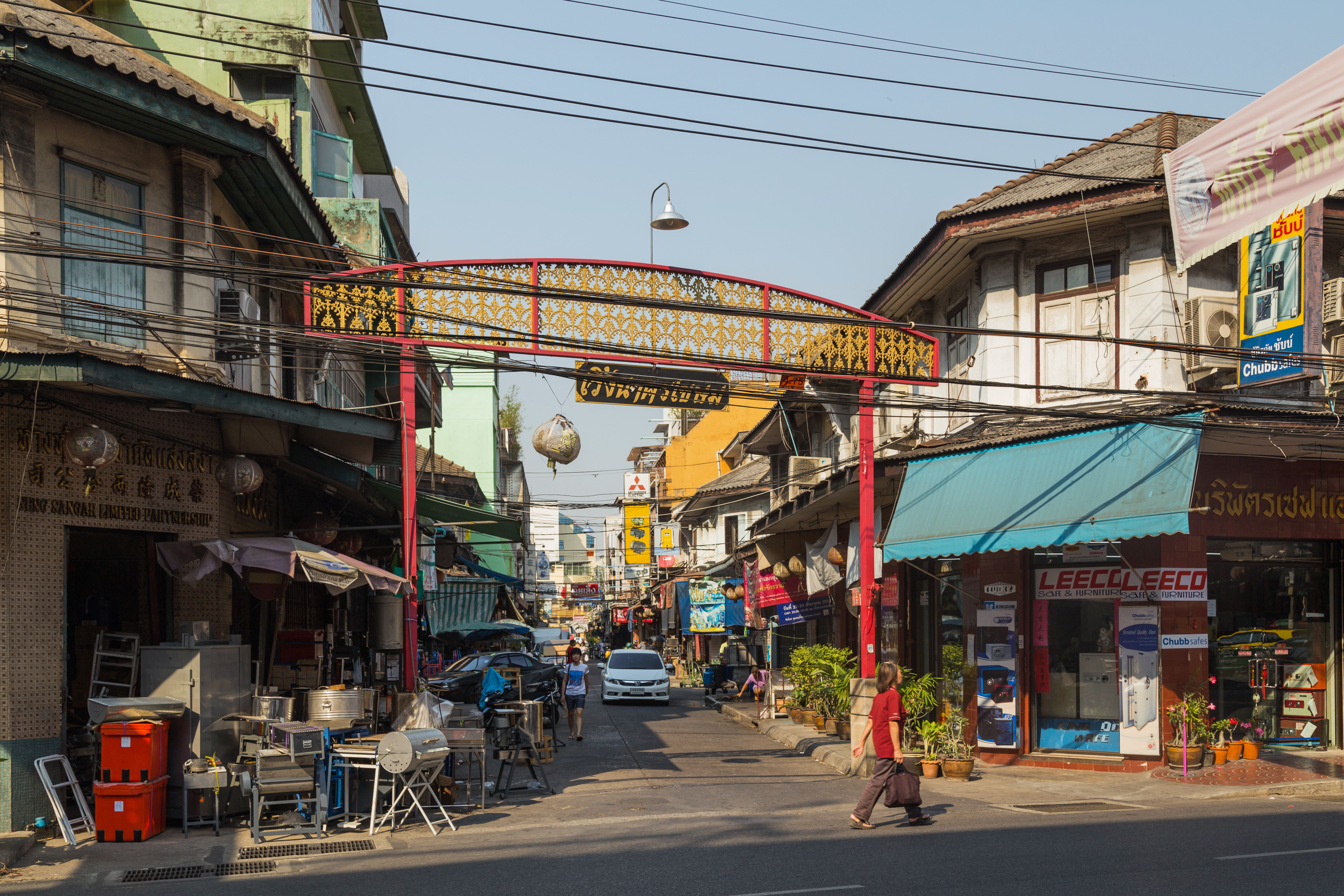
贼市场的大门（2016年）

水晶宮賊市場位於泰國的首都曼谷的三攀他旺縣之一個市集，曼谷的市民都給它渾號：「賊市場」，因為在過去，它主要是贓物銷售的熱點。現在大多售賣仿製古董、舊傢俱及銅器有等。